# Miracolo di Córdoba
Miracolo di Córdoba (in tedesco Schmach von Córdoba, "La vergogna di Córdoba" in Germania; Wunder von Córdoba in Austria) è il nome dato all'incontro di calcio tra le nazionali di Germania Ovest e Austria del 21 giugno 1978 giocatosi a Córdoba durante il campionato mondiale in Argentina.
La memoria di tale incontro è radicata profondamente nella cultura contemporanea, e riemerge in particolare in occasione degli incontri tra le due rappresentative.
Benché privo di risvolti pratici per l'Austria (per la quale la vittoria fu ininfluente ai fini del prosieguo della competizione), l'esito della partita, una sconfitta 2-3, impedì alla Germania Ovest l'accesso alla finale per il terzo posto, che fu appannaggio dell'Italia.

## Pre-gara
La situazione nel gruppo A della seconda fase a gruppi, alla vigilia dell'ultima giornata, era la seguente:
| Squadra        | P.ti | G | V | N | P | GF | GS | DR |
| -------------- | ---- | - | - | - | - | -- | -- | -- |
| Paesi Bassi    | 3    | 2 | 1 | 1 | 0 | 7  | 3  | +4 |
| Italia         | 3    | 2 | 1 | 1 | 0 | 1  | 0  | +1 |
| Germania Ovest | 2    | 2 | 0 | 2 | 0 | 2  | 2  | 0  |
| Austria        | 0    | 2 | 0 | 0 | 2 | 1  | 6  | -5 |

La Nazionale dell'Austria sarebbe stata eliminata in ogni caso, mentre i tedeschi, vincendo, avrebbero avuto la quasi certezza di giocare almeno la finale per il 3º e 4º posto: solo una vittoria della Germania Ovest con almeno 4 gol di scarto ed un pareggio tra Italia e Paesi Bassi avrebbe portato la nazionale del CT Schön alla finalissima. La qualificazione alla finale di Coppa del Mondo era quindi legata, oltre al risultato del match Austria-Germania Ovest, alla partita tra Paesi Bassi ed Italia, che si sfidavano a Buenos Aires.

## La partita
La partita si giocò alle due meno un quarto davanti a poco più di 38.000 spettatori. Il primo tempo passò con poche emozioni, segnato solo dal gol di Rummenigge (scambio con Müller) al 19º minuto. Le due squadre sembravano sentire la scarsa importanza della gara, ma nel secondo tempo il ritmo salì e le emozioni cominciarono a fioccare: al 59' Vogts deviò nella propria porta un cross di Krieger, portando il risultato in parità e quindi, al 66', Krankl controllò un cross all'altezza del dischetto del rigore, girando in porta un gran tiro che portò gli austriaci in vantaggio.
Un minuto dopo, Bonhof batté un calcio di punizione dalla trequarti, la palla arrivò in area ad Hölzenbein che con un preciso colpo di testa superò Koncilia riportando in parità il punteggio.
La partita fu decisa quando mancavano due minuti alla fine, quando i tedeschi erano virtualmente qualificati alla finale per il terzo posto, visto che i Paesi Bassi stavano vincendo la sua partita con l'Italia: Sara intercettò un passaggio di Müller diretto ad Hölzenbein, rilanciò sull'out di destra per Oberacher che effettuò un preciso lancio verso Krankl, l'attaccante approfittò di un liscio di Rüssmann, entrò in area, si liberò con una finta di Kaltz e infilò il pallone alle spalle di Maier per il 3-2 definitivo, mandando in delirio i tifosi austriaci. È passato alla storia un passo della telecronaca di Eduard "Edi" Finger per la ORF, in particolare, la frase I wer' narrisch! ("sto diventando pazzo!") venne subito riutilizzata come slogan, ed è ancora oggi un vero e proprio simbolo per i tifosi di calcio austriaci.

## Post gara
| Squadra        | P.ti | G | V | N | P | GF | GS | DR |
| -------------- | ---- | - | - | - | - | -- | -- | -- |
| Paesi Bassi    | 5    | 3 | 2 | 1 | 0 | 9  | 4  | +5 |
| Italia         | 3    | 3 | 1 | 1 | 1 | 2  | 2  | 0  |
| Germania Ovest | 2    | 3 | 0 | 2 | 1 | 4  | 5  | -1 |
| Austria        | 2    | 3 | 1 | 0 | 2 | 4  | 8  | -4 |

La partita tra Olanda e Italia, che si giocava in contemporanea a quella tra Austria e Germania Ovest allo Stadio Monumental, finì 2-1 per gli olandesi: visto il risultato di questa gara la Germania Ovest, pareggiando (senza quindi il gol di Krankl), avrebbe guadagnato la possibilità di giocarsi il bronzo mondiale nella finale per il terzo posto con il Brasile.

## Conseguenze
Quella di Córdoba fu la prima vittoria per l'Austria sulla Germania da 47 anni a quella parte, e coincise con la prima qualificazione alla Coppa del Mondo dal 1958. Krankl fu esaltato come un eroe, e concluse come meglio non poteva una stagione incredibile, che lo aveva visto capocannoniere del campionato austriaco, Scarpa d'oro europea con 41 gol (affermazione che attirò su di lui l'attenzione del Barcellona, che lo comprò) e trascinatore dell'Austria in quei Mondiali: prima della doppietta segnata alla Germania nel secondo turno, i due gol segnati da lui contro Spagna e Svezia nella prima fase erano stati determinanti ai fini della qualificazione della nazionale austriaca al secondo turno. A dicembre, Krankl sfiorò la vittoria nel Pallone d'oro, giungendo secondo a soli 7 punti di distanza dall'inglese Kevin Keegan. Nella prima stagione con il Barcellona vinse il titolo di Pichichi (capocannoniere della Liga) e trascinò la squadra a vincere la Coppa del Re e la Coppa delle Coppe. Per queste sue prestazioni e per questi successi, Krankl è ritenuto da molti il più grande calciatore austriaco di sempre.
I tedeschi, campioni del Mondo in carica, non la presero bene: al di là della mancata possibilità di accedere alla finale per il terzo posto mondiale, con i vicini austriaci esisteva (ed esiste tuttora) una forte rivalità, che ha trasformato in una catastrofe ("Schmach") la sconfitta in terra argentina. Da allora, l'Austria non ha più battuto la Germania in partite ufficiali, ma solo in occasione di incontri amichevoli, nel 1986, 2018 e nel 2023: nondimeno, la sconfitta di Córdoba è divenuta (unitamente alla telecronaca di Finger) una vera e propria icona in Austria, rammentata ogni qualvolta le due nazionali si incontrano (così è stato, ad esempio, per la gara di Euro 2008 decisiva per il passaggio ai quarti di finale, vinta 1-0 dai tedeschi), e vittima di parodie da parte di entrambi i contendenti.
Malgrado ciò, solo quattro anni dopo, al Mondiale spagnolo, le due squadre (molto rinnovate) daranno vita ad una delle partite più discusse della storia della Coppa del Mondo, il cosiddetto "Patto di non belligeranza di Gijón".

## Tabellino
| Arbitro: | Klein |

|                                  |           |                               |
| Vogts 59’ (aut.) Krankl 66’, 87’ | Marcatori | 19’ Rummenigge 68’ Hölzenbein |

| Austria | Germania Ovest |

| GK                  | 1  | Friedl Koncilia       |             |     |
| DF                  | 2  | Robert Sara (c)       | Ammonizione |     |
| DF                  | 3  | Erich Obermayer       |             |     |
| DF                  | 5  | Bruno Pezzey          |             |     |
| DF                  | 14 | Heinrich Strasser     |             |     |
| MF                  | 7  | Josef Hickersberger   |             |     |
| MF                  | 8  | Herbert Prohaska      | Ammonizione |     |
| MF                  | 12 | Eduard Krieger        |             |     |
| FW                  | 9  | Hans Krankl           |             |     |
| FW                  | 10 | Wilhelm Kreuz         |             |     |
| FW                  | 18 | Walter Schachner      |             | 71’ |
| A disposizione:     |    |                       |             |     |
| DF                  | 4  | Gerhard Breitenberger |             |     |
| MF                  | 6  | Roland Hattenberger   |             |     |
| MF                  | 11 | Kurt Jara             |             |     |
| MF                  | 13 | Günther Happich       |             |     |
| DF                  | 15 | Heribert Weber        |             |     |
| DF                  | 16 | Peter Persidis        |             |     |
| FW                  | 17 | Franz Oberacher       |             | 71’ |
| FW                  | 19 | Hans Pirkner          |             |     |
| MF                  | 20 | Ernst Baumeister      |             |     |
| GK                  | 21 | Erwin Fuchsbichler    |             |     |
| GK                  | 22 | Hubert Baumgartner    |             |     |
| Allenatore:         |    |                       |             |     |
| Helmut Senekowitsch |    |                       |             |     |

| GK              | 1  | Sepp Maier               |             |     |
| DF              | 2  | Berti Vogts (c)          |             |     |
| DF              | 3  | Bernard Dietz            |             |     |
| DF              | 4  | Rolf Rüssmann            |             |     |
| DF              | 5  | Manfred Kaltz            |             |     |
| MF              | 6  | Rainer Bonhof            |             |     |
| MF              | 15 | Erich Beer               |             | 45’ |
| MF              | 17 | Bernd Hölzenbein         |             |     |
| FW              | 7  | Rüdiger Abramczik        | Ammonizione |     |
| FW              | 11 | Karl-Heinz Rummenigge    |             |     |
| FW              | 14 | Dieter Müller            |             | 60’ |
| A disposizione: |    |                          |             |     |
| DF              | 8  | Herbert Zimmermann       |             |     |
| FW              | 9  | Klaus Fischer            |             | 60’ |
| MF              | 10 | Heinz Flohe              |             |     |
| DF              | 12 | Hans-Georg Schwarzenbeck |             |     |
| DF              | 13 | Harald Konopka           |             |     |
| MF              | 16 | Bernhard Cullmann        |             |     |
| MF              | 18 | Gerd Zewe                |             |     |
| FW              | 19 | Ronald Worm              |             |     |
| MF              | 20 | Hansi Müller             |             | 45’ |
| GK              | 21 | Rudi Kargus              |             |     |
| GK              | 22 | Dieter Burdenski         |             |     |
| Allenatore:     |    |                          |             |     |
| Helmut Schön    |    |                          |             |     |